# Glyphocuma halei
Glyphocuma halei är en kräftdjursart som beskrevs av Greenwood och Johnson 1967. Glyphocuma halei ingår i släktet Glyphocuma och familjen Bodotriidae.
Artens utbredningsområde är Queensland. Inga underarter finns listade i Catalogue of Life.